# Дерево діалогів

Приклад простого дерева діалогів

Дерево діалогів або діалогове дерево — це ігровий механізм, який використовується переважно в жанрі рольових відеоігор та сучасних пригодницьких іграх, включаючи їх піджанр бойовиків. Під час взаємодії з неігровим персонажем гравець обирає свої репліки та напрямок діалогу доки розмова не закінчиться. Певні жанри відеоігор, такі як візуальні новели та симулятори побачень, майже повністю побудовані навколо цих взаємодій персонажів і розгалужених діалогів.

## Історія
Концепція дерева діалогів існувала задовго до появи відеоігор. Найдавніше відоме дерево діалогів описано в оповіданні Хорхе Луїса Боргеса «Сад розбіжних стежок» 1941 року, в якому кожна сюжетна розвилка веде у свої власні розділи. Перша віртуальна система діалогу була представлена в ELIZA, примітивній комп’ютерній програмі обробки природної мови, написаній Джозефом Вайценбаумом між 1964 і 1966 роками. Програма емулювала взаємодію між користувачем і штучним терапевтом. З появою відеоігор інтерактивні розваги намагалися включити змістовну взаємодію з віртуальними персонажами. Розгалужені діалоги з тих пір стали звичайною рисою візуальних новел, симуляторів побачень, пригодницьких і рольових ігор.

## Механізм роботи

Дерево діалогів, реалізоване в грі Sherlock Holmes: Chapter One — сценаристи надали гравцю на вибір репліки, кожна з яких приведе до різних сюжетних наслідків

Зазвичай гравець переходить у режим діалогу, вибираючи неігрового персонажа, (або коли неігровий персонаж вирішує поговорити з гравцем), а потім вибирає з переліку репліку або дію написаного сценаристами діалогу. Вибравши репліку, неігровий персонаж відповідає гравцеві, і гравець отримує новий перелік дій і реплік. Цей цикл триває, доки розмова не закінчиться. Розмова може закінчитися, коли гравець вибирає прощальну репліку, неігровому персонажу більше нічого додати, або коли гравець робить неправильний вибір (можливо, розлютивши неігрового персонажа, щоб залишити розмову).
У відеоіграх часто дається можливість повторити вже прослуханий діалог, дозволяючи гравцям відтворити частини розмови, на які вони не звернули достатньо уваги вперше. Ці діалоги створюються авторами у вигляді ієрархічної або деревовидної структури, де гравці вибирають, по якій гілці діалогу піти. На відміну від розгалужених діалогів, гравці можуть повернутися до попередніх «гілок» діалогового дерева і повторити їх. Кожна точка розгалуження (або вузол) — це, по суті, окреме меню вибору, і кожен вибір, зроблений гравцем, викликає відповідь від неігрового персонажа, після чого з’являється нове меню вибору.
У деяких жанрах, таких як рольові відеоігри, зовнішні фактори, такі як харизма, можуть впливати на реакцію неігрових персонажів, або розблоковувати параметри, які інакше були б недоступні. Діалоги можуть мати далекосяжні наслідки, наприклад, рішення розкрити цінну таємницю, яку довірили гравцеві. Однак зазвичай це не справжня деревоподібна структура даних у розумінні програмістів, оскільки тут містяться цикли, як можна побачити на головній ілюстрації цієї сторінки.
Певні ігрові жанри майже повністю спираються на взаємодію персонажів, зокрема візуальні новели, такі як Ace Attorney, і симулятори побачень, такі як Spice and Wolf, які зазвичай містять складні розгалужені діалоги та часто представляють можливі відповіді гравця слово в слово, як би їх сказав персонаж гравця. Ігри, пов’язані з побудовою стосунків і деякі рольові ігри, як-от проєкти серії Persona, часто дають вибір із різною кількістю пов’язаних «точок настрою», які акцентують увагу на настрої та тонах з якими репліка була сказана гравцем. Ці ігри часто мають циклічну механіку зміни дня і ночі із системою планування часу, яка забезпечує контекст і релевантність взаємодії персонажів, дозволяючи гравцям вибирати, коли і чи взаємодіяти з певними персонажами, що, у свою чергу, впливає на їхні відповіді під час наступних розмов. Деякі ігри використовують систему діалогів у реальному часі, даючи гравцеві лише кілька секунд, щоб відповісти неігровому персонажу, як-от у Alpha Protocol від Obsidian.
Інший варіант розгалужених діалогів можна побачити в пригодницькій грі Culpa Innata, де гравець обирає тактику на початку розмови, як-от використання офіційної, невимушеної чи звинувачувальної манери, що впливає на тон розмови та інформацію, почерпнуту від опонента.

## Значення у грі
Цей механізм дозволяє розробникам ігор забезпечувати інтерактивні розмови з неігровими персонажами без необхідності вирішувати проблеми обробки природної мови в області штучного інтелекту. У таких іграх, як Monkey Island, різноманітні діалоги можуть допомогти сценаристам продемонструвати особистість певних персонажів.